# Ebenezer Elliott
Pour les articles homonymes, voir Elliott.
Ebenezer Elliott dit le Forgeur de Sheffield, est un poète anglais, né le 17 mars 1781 à Marsbro près de Sheffield, mort le 1er décembre 1849. 

## Biographie
Il est fils d'un ouvrier fondeur et est lui-même forgeur et marchand de fer. 
Il fait son éducation tout seul et attire d'abord l'attention par ses vers contre les lois des céréales (Corn-law rhymes), qui contribuent à faire rapporter ces lois impopulaires. Ses Poésies sont publiés à Édimbourg, en 1840, et à Londres, en 1850, avec sa Vie par J. Watkins, son gendre.

## Source
Cet article comprend des extraits du Dictionnaire Bouillet. Il est possible de supprimer cette indication, si le texte reflète le savoir actuel sur ce thème, si les sources sont citées, s'il satisfait aux exigences linguistiques actuelles et s'il ne contient pas de propos qui vont à l'encontre des règles de neutralité de Wikipédia.